# Sterling Film Company
Sterling Film Company est une société de production cinématographique américaine créée en 1914 par Ford Sterling destinée à produire des comédies burlesques.

## Films produits par Sterling Film Company (source IMDb)
- 1914 Love and Vengeance
- 1914 The Fatal Wedding
- 1914 Sergeant Hofmeyer
- 1914 Papa's Boy
- 1914 Neighbors
- 1914 Hearts and Swords
- 1914 Snitz Joins the Force
- 1914 When Smaltz Loves
- 1914 Kids
- 1914 Billy's Riot
- 1914 A Jealous Husband
- 1914 The Flirt
- 1914 It's a Boy!
- 1914 The Crash
- 1914 Billy's Vacation
- 1914 Snookee's Flirtation
- 1914 Almost Married
- 1914 A Beach Romance
- 1914 The Circus
- 1914 Love and Lunch
- 1914 A Wild Ride
- 1914 Troublesome Pets
- 1914 A Race for Life
- 1914 A Dramatic Mistake
- 1914 A Strong Affair
- 1914 At Three O'Clock
- 1914 His Wife's Flirtation
- 1914 Close to Nature
- 1914 Lost in the Studio
- 1914 A Rural Romance
- 1914 A Rural Affair
- 1914 Snookee's Disguise
- 1914 The Tale of a Hat (it)
- 1914 A Bogus Baron
- 1914 The Broken Doll
- 1914 Trapped in a Closet
- 1914 In and Out
- 1914 A Shooting Match
- 1914 The Battle
- 1914 Myer's Mistake
- 1914 Hypnotic Power
- 1914 The Close Call
- 1914 Heinie's Outing
- 1914 Carmen's Wash Day
- 1914 Secret Service Snitz
- 1914 Snookee's Day Off
- 1914 A Race for a Bride
- 1914 The Wall Between
- 1914 Dot's Chaperone
- 1914 An Ill Wind
- 1914 The Dog Raffles
- 1914 A Bear Escape
- 1914 Noodles' Return
- 1914 Black Hands
- 1914 Dot's Elopement
- 1914 Love, Luck and Candy
- 1914 Billy's Charge
- 1914 His New Job
- 1914 Lizzie's Fortune
- 1914 The Fatal Hansom
- 1914 Carmen's Romance
- 1914 Innocent Dad
- 1914 Love and Water
- 1915 Olive's Love Affair
- 1915 Those German Bowlers
- 1915 The Dude Raffle
- 1915 Treasure Seekers
- 1915 Love and Dough
- 1915 Billie Was a Right Smart Boy
- 1915 Billie's Strategy
- 1915 The Fox-Trot Craze
- 1915 The Runaway Closet
- 1915 Millions for Movie Making
- 1915 When Snitz Was Marriaged
- 1915 The Knockout Wallop
- 1915 Raindrops and Girls
- 1915 Olive's Pet
- 1915 Swan Life
- 1915 Olive's Hero
- 1915 The Butler's Busted Romance
- 1915 Playmates
- 1915 His Smashing Career
- 1915 The Chef's Revenge
- 1915 After Big Game of the Sea
- 1915 Counting Out the Count
- 1915 Pokes and Jabs
- 1915 The Battle of Running Bull